# تئودوره فون کارمان
تئودوره فون کارمان (به مجاری: Theodore von Kármán) (زاده ۱۱ مه ۱۸۸۱ در بوداپست، مجارستان – درگذشته ۷ مه ۱۹۶۳ در آخن، آلمان) فیزیکدان و مهندس هوانوردی اتریشی-مجاری-آمریکایی بود. از او به عنوان یکی از پیشگامان آیرودینامیک مدرن و مهندسی هوانوردی و پدر علم پرواز فراصوتی یاد می‌شود.

## زندگی‌نامه
تئودوره فون کارمان در یک خانواده یهودی در بوداپست در اتریش-مجارستان به دنیا آمد. او تحصیلات مهندسی را در دانشگاهی که امروزه با نام دانشگاه صنعتی بوداپست شناخته می‌شود، آغاز کرد. بعد از دانش‌آموخته شدن از این دانشگاه در سال ۱۹۰۲، به آلمان مهاجرت کرد. او به مدت ۶ سال در دانشگاه گوتینگن زیر نظر لودویگ پرانتل به تحصیل پرداخت. او مدرک دکترایش را در سال ۱۹۰۸ از این دانشگاه دریافت کرد و بعد از آن به مدت چهار سال در همین دانشگاه به تدریس مشغول شد. در سال ۱۹۱۲ به دانشگاه فنی آخن پیوست و مسئولیت مرکز تحقیقات هوانوردی این دانشگاه را بر عهده گرفت. در طی سال‌های ۱۹۱۵ تا ۱۹۱۸ به طور موقت در ارتش مجارستان-اتریش خدمت کرد و در طی این سال‌ها یک بالگرد اولیه را طراحی نمود. بعد از آن به دانشگاه فنی آخن برگشت و تا سال ۱۹۳۰ در این دانشگاه تدریس نمود.